# Aestuariolus
Aestuariolus is een geslacht van pijlinktvissen uit de familie van Loliginidae.

## Soort
- Aestuariolus noctiluca (C. C. Lu, Roper & Tait, 1985)